# Kungariket Hijaz

Kungariket Hijaz flagga 1920–1925

Kungariket Hijaz (arabiska: مملكة الحجاز, Mamlakat al-Ḥijāz) var en stat i regionen Hijaz i nuvarande Saudiarabien, som existerade 1916-1932. Riket styrdes först av den hashimitiska ätten och erövrades sedan av ibn Saud.

## Historia
Självständighet från det kollapsande Osmanska riket uppnåddes 1916, under första världskriget, som en följd av det av britterna stödda arabiska upproret. Sharif Hussein ibn Ali, som redan var den regionale härskaren i området kring Mekka, gjorde uppror mot turkarna och utropade sig till kung, något som sedan erkändes i freden i Sèvres 1920 mellan Turkiet och första världskrigets segrarmakter.
Efter ett krig 1925 mot grannlandet Sultanatet Nejd som styrdes av ibn Saud, föll riket i fiendens händer, den hashimitiske kungen fördrevs och ibn Saud skapade en union mellan Hijaz och Nejd, där han från 1927 var kung i båda rikena. År 1932 fusionerades de två rikena och bildade Saudiarabien, varvid kungariket Hijaz formellt upphörde att existera. En liten del av landet införlivades dock i Transjordanien (nuvarande Jordanien).

## Flagga
Flaggan hade de panarabiska färgerna och var likadan som den som sedan blev Palestinas flagga.

## Kungar av Hijaz

### Hashimitiska ätten
- Hussein ibn Ali 1916–1924
- Ali ibn Hussein 1924–1925

### Saudiska ätten
- ibn Saud 1926–1932